# Dato Marsagishvili
Dato Marsagishvili, né le 30 mars 1991 à Stepantsminda (RSS de Géorgie), est un lutteur libre géorgien.

## Biographie
Le 11 août 2012, il obtient la médaille de bronze aux Jeux olympiques de Londres en catégorie des moins de 84 kg.

## Palmarès

### Jeux olympiques
- Médaille de bronze aux Jeux olympiques d'été de 2012 à Londres (Royaume-Uni)

### Championnats du monde
- Médaille de bronze en catégorie des moins de 84 kg en 2011 à Istanbul (Turquie)

### Championnats d'Europe
- Médaille d'or en catégorie des moins de 84 kg en 2013 à Tbilissi (Géorgie)
- Médaille d'or en catégorie des moins de 84 kg en 2012 à Belgrade (Serbie)
- Médaille d'argent en catégorie des moins de 84 kg en 2011 à Dortmund (Allemagne)
- Médaille d'argent en catégorie des moins de 86 kg en 2016 à Riga (Lettonie)

### Jeux mondiaux de plage
- Médaille d'argent en catégorie des moins de 90 kg en 2019 à Doha (Qatar)